# Nefroide

Il rotolamento di una circonferenza che genera una nefroide.

In geometria, una nefroide è una particolare curva piana di sesto ordine che può essere generata da una circonferenza di raggio {\displaystyle a} che rotola lungo un'altra circonferenza di raggio {\displaystyle 2a}; essa è quindi parte dell'insieme delle epicicloidi, di cui costituisce un caso particolare, ossia quello in cui il raggio della circonferenza più piccola, detta "generatrice", è la metà del raggio della più grande, detta "direttrice".
Sebbene il termine nefroide, che letteralmente significa "a forma di rene", sia stato usato per descrivere altre curve, esso è stato applicato alla curva trattata in questa voce da Richard Proctor nel 1878 all'interno del suo libro The Geometry of cycloids.

## Equazioni

Definizione di nefroide.

Date due circonferenze di raggio {\displaystyle a} e {\displaystyle 2a}, di cui l'ultima avente centro fissato alle coordinate {\displaystyle (0,0)}, e siano {\displaystyle 2\varphi } l'angolo di rotolamento della circonferenza più piccola e il punto {\displaystyle (2a,0)} il punto di partenza di tale rotolamento (come mostrato in figura), allora la nefroide ottenuta ha la seguente rappresentazione parametrica:
{\displaystyle x(\varphi )=3a\cos \varphi -a\cos 3\varphi =6a\cos \varphi -4a\cos ^{3}\varphi ,}
{\displaystyle y(\varphi )=3a\sin \varphi -a\sin 3\varphi =4a\sin ^{3}\varphi ,\qquad 0\leq \varphi <2\pi .}
L'inserimento di {\displaystyle x(\varphi )} e {\displaystyle y(\varphi )} nell'equazione
{\displaystyle (x^{2}+y^{2}-4a^{2})^{3}=108a^{4}y^{2}}
mostra che questa equazione è una rappresentazione implicita della curva.

### Ottenimento della rappresentazione parametrica
La rappresentazione parametrica di una nefroide si può facilmente ottenere dall'uso dei numeri complessi e della loro rappresentazione come piano complesso. Il movimento della circonferenza più piccola può essere diviso in due rotazioni, una attorno al proprio centro che, quando il diametro della circonferenza giace sulla metà positiva dell'asse x, si trova alle coordinate {\displaystyle (3a,0)} (punto 3a), e una attorno al centro della circonferenza più grande, sito, come detto, sempre in {\displaystyle (0,0)} (punto 0). Nel piano complesso una rotazione di un punto {\displaystyle z} attorno al punto {\displaystyle 0} (origine) di un angolo {\displaystyle \varphi } può essere ottenuta dalla moltiplicazione del punto {\displaystyle z} (numero complesso) per {\displaystyle e^{i\varphi }}. Quindi la
rotazione {\displaystyle \Phi _{3}} attorno al punto {\displaystyle 3a} di un angolo {\displaystyle 2\varphi } è: {\displaystyle z\mapsto 3a+(z-3a)e^{i2\varphi },}
rotazione {\displaystyle \Phi _{0}} attorno al punto {\displaystyle 0} di un angolo {\displaystyle \varphi } è: {\displaystyle z\mapsto ze^{i\varphi }.}
Un punto {\displaystyle p(\varphi )} della nefroide è generato dal movimento del punto {\displaystyle 2a}, che, quando il diametro della generatrice giace sulla metà positiva dell'asse {\displaystyle x,} si trova alle coordinate {\displaystyle (2a,0)}, che compie una rotazione {\displaystyle \Phi _{3}} e quindi una successiva rotazione {\displaystyle \Phi _{0}}:
{\displaystyle p(\varphi )=\Phi _{0}(\Phi _{3}(2a))=\Phi _{0}(3a-ae^{i2\varphi })=(3a-ae^{i2\varphi })e^{i\varphi }=3ae^{i\varphi }-ae^{i3\varphi }.}
Da qui si ottiene
{\displaystyle {\begin{array}{cclcccc}x(\varphi )&=&3a\cos \varphi -a\cos 3\varphi &=&6a\cos \varphi -4a\cos ^{3}\varphi ,\\y(\varphi )&=&3a\sin \varphi -a\sin 3\varphi &=&4a\sin ^{3}\varphi .\end{array}}}
(Nei passaggi sono state applicate le seguenti funzioni trigonometriche: {\displaystyle e^{i\varphi }=\cos \varphi +i\sin \varphi ,\ \cos ^{2}\varphi +\sin ^{2}\varphi =1,\ \cos 3\varphi =4\cos ^{3}\varphi -3\cos \varphi ,\;\sin 3\varphi =3\sin \varphi -4\sin ^{3}\varphi }.)

### Ottenimento della rappresentazione implicita
Dato
{\displaystyle x^{2}+y^{2}-4a^{2}=(3a\cos \varphi -a\cos 3\varphi )^{2}+(3a\sin \varphi -a\sin 3\varphi )^{2}-4a^{2}=\cdots =6a^{2}(1-\cos 2\varphi )=12a^{2}\sin ^{2}\varphi }
si ottiene
{\displaystyle (x^{2}+y^{2}-4a^{2})^{3}=(12a^{2})^{3}\sin ^{6}\varphi =108a^{4}(4a\sin ^{3}\varphi )^{2}=108a^{4}y^{2}.}

### Orientazione diversa
Se le cuspidi sono sull'asse {\displaystyle y,} allora la rappresentazione parametrica è
{\displaystyle x=3a\cos \varphi +a\cos 3\varphi ,\quad y=3a\sin \varphi +a\sin 3\varphi ).}
e quella implicata è:
{\displaystyle (x^{2}+y^{2}-4a^{2})^{3}=108a^{4}x^{2}.}

## Proprietà metriche
Per la nefroide precedentemente trattata si ha:
- lunghezza: {\displaystyle L=24a};
- area: {\displaystyle A=12\pi a^{2}};
- raggio di curvatura {\displaystyle \rho =|3a\sin \varphi |}.

Le dimostrazioni di quanto sopra riportato possono essere date utilizzando la rappresentazione parametrica precedentemente introdotta
{\displaystyle x(\varphi )=6a\cos \varphi -4a\cos ^{3}\varphi ,}
{\displaystyle y(\varphi )=4a\sin ^{3}\varphi }
e le derivate delle due equazioni:
{\displaystyle {\dot {x}}=-6a\sin \varphi (1-2\cos ^{2}\varphi ),\quad \ {\ddot {x}}=-6a\cos \varphi (5-6\cos ^{2}\varphi ),}
{\displaystyle {\dot {y}}=12a\sin ^{2}\varphi \cos \varphi ,\quad \quad \quad \quad \quad {\ddot {y}}=12a\sin \varphi (3\cos ^{2}\varphi -1).}
Lunghezza
{\displaystyle L=2\int _{0}^{\pi }{\sqrt {{\dot {x}}^{2}+{\dot {y}}^{2}}}\;d\varphi =\cdots =12a\int _{0}^{\pi }\sin \varphi \;d\varphi =24a.}
Area
{\displaystyle A=2\cdot {\tfrac {1}{2}}|\int _{0}^{\pi }[x{\dot {y}}-y{\dot {x}}]\;d\varphi |=\cdots =24a^{2}\int _{0}^{\pi }\sin ^{2}\varphi \;d\varphi =12\pi a^{2}.}
Raggio di curvatura
{\displaystyle \rho =\left|{\frac {\left({{\dot {x}}^{2}+{\dot {y}}^{2}}\right)^{\frac {3}{2}}}{{\dot {x}}{\ddot {y}}-{\dot {y}}{\ddot {x}}}}\right|=\cdots =|3a\sin \varphi |.}

## La nefroide come inviluppo di una famiglia di circonferenze

La nefroide ottenuta come inviluppo di una famiglia di circonferenze.

Sia {\displaystyle c_{0}} una circonferenza e siano {\displaystyle D_{1}} e {\displaystyle D_{2}} gli estremi del diametro {\displaystyle d_{12}}, allora l'inviluppo di una famiglia di circonferenze, aventi tutte il proprio centro su {\displaystyle c_{0}} e tangenti a {\displaystyle d_{12}}, è una nefroide avente cuspidi nei punti {\displaystyle D_{1}} e {\displaystyle D_{2}}.
Dimostrazione
Sia {\displaystyle c_{0}} la circonferenza {\displaystyle (2a\cos \varphi ,2a\sin \varphi )} con centro nel punto {\displaystyle (0,0)} e raggio {\displaystyle 2a}. Considerante il diametro giacente sull'asse delle ascisse (o asse x), la famiglia di circonferenze ha equazioni:
{\displaystyle f(x,y,\varphi )=(x-2a\cos \varphi )^{2}+(y-2a\sin \varphi )^{2}-(2a\sin \varphi )^{2}=0.}
La condizione di inviluppo è:
{\displaystyle f_{\varphi }(x,y,\varphi )=2a(x\sin \varphi -y\cos \varphi -2a\cos \varphi \sin \varphi )=0.}
Si può facilmente verificare che il punto della nefroide {\displaystyle p(\varphi )=(6a\cos \varphi -4a\cos ^{3}\varphi \;,\;4a\sin ^{3}\varphi )} è una soluzione del sistema {\displaystyle f(x,y,\varphi )=0,\;f_{\varphi }(x,y,\varphi )=0} e quindi un punto dell'inviluppo della famiglia di circonferenze.

## Nefroide come caustica di riflessione

L'inizio della costruzione di una nefroide come caustica di riflessione.

Nefroide costruita come caustica di riflessione.

Una nefroide può essere ottenuta anche come caustica di riflessione; si può infatti dimostrare che, se un fascio di rette parallele incontra una semicirconferenza che lo riflette, allora le semirette riflesse sono tangenti a una nefroide.
Dimostrazione
Si consideri una circonferenza con il centro nel punto di coordinate {\displaystyle (0,0)} e che abbia raggio pari a 4; tale circonferenza ha la seguente rappresentazione parametrica:
{\displaystyle k(\varphi )=(4\cos \varphi ,4\sin \varphi ).}
Una tangente alla circonferenza nel punto {\displaystyle K=k(\varphi )} ha vettore normale {\displaystyle {\vec {n}}_{t}=(\cos \varphi ,\sin \varphi )^{T}}. Come visibile in figura, la semiretta riflessa ha vettore normale {\displaystyle {\vec {n}}_{r}=(\cos {\color {red}2}\varphi ,\sin {\color {red}2}\varphi )^{T}} e contenente il punto {\displaystyle K=(4\cos \varphi ,4\sin \varphi )}. Quindi la semiretta riflessa è parte della retta avente equazione
{\displaystyle \cos {\color {red}2}\varphi \cdot x+\sin {\color {red}2}\varphi \cdot y=4\cos \varphi ,}
che è tangente al nefroide nel punto

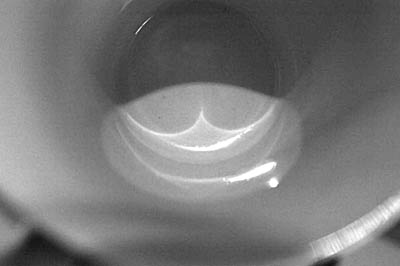
Una nefroide visibile sul fondo di una tazza di the.

{\displaystyle P=(3\cos \varphi +\cos 3\varphi ,3\sin \varphi +\sin 3\varphi ).}

## Evoluta e involuta di una nefroide

Una nefroide e la sua evoluta.
In magenta sono evidenziati il punto sulla circonferenza osculante e il centro di curvatura.

### Evoluta
L'evoluta di una curva piana {\displaystyle \gamma } è una curva ottenuta come il luogo geometrico dei centri di curvatura di {\displaystyle \gamma }. In particolare: per una curva {\displaystyle {\vec {x}}={\vec {c}}(s)} con raggio di curvatura {\displaystyle \rho (s)} la rappresentazione dell'evoluta è:
{\displaystyle {\vec {x}}={\vec {c}}(s)+\rho (s){\vec {n}}(s).}
Essendo {\displaystyle {\vec {n}}(s)} il versore normale opportunamente orientato.
Per una nefroide si ha che l'evoluta è un'altra nefroide larga la metà e ruotata di 90° (si veda la figura).
Dimostrazione
La nefroide mostrata in figura ha rappresentazione parametrica
{\displaystyle x=3\cos \varphi +\cos 3\varphi ,\quad y=3\sin \varphi +\sin 3\varphi ,}
con il versore normale orientato verso il centro di curvatura
{\displaystyle {\vec {n}}(\varphi )=(-\cos 2\varphi ,-\sin 2\varphi )^{T}}
e raggio di curvatura {\displaystyle 3\cos \varphi }.
La rappresentazione dell'evoluta è quindi:
{\displaystyle x=3\cos \varphi +\cos 3\varphi -3\cos \varphi \cdot \cos 2\varphi =\cdots =3\cos \varphi -2\cos ^{3}\varphi ,}
{\displaystyle y=3\sin \varphi +\sin 3\varphi -3\cos \varphi \cdot \sin 2\varphi \ =\cdots =2\sin ^{3}\varphi ,}
che, come si vede facendo riferimento anche alle equazioni precedentemente descritte, è una nefroide larga la metà della precedente e ruotata di 90° rispetto a essa.

### Involuta
Dato che l'evoluta di una nefroide è a sua volta una nefroide, anche l'involuta di una nefroide lo è. La nefroide originaria nell'immagine è l'involuta della nefroide più piccola.

## Inversione di una nefroide
L'inversione
{\displaystyle x\mapsto {\frac {4a^{2}x}{x^{2}+y^{2}}},\quad y\mapsto {\frac {4a^{2}y}{x^{2}+y^{2}}}}

In questa immagine si vede in verde l'inversione di una nefroide, in rosso, attorno a una circonferenza, in blu.

attraverso la circonferenza di centro {\displaystyle (0,0)} e raggio {\displaystyle 2a} rappresenta la nefroide di equazione
{\displaystyle (x^{2}+y^{2}-4a^{2})^{3}=108a^{4}y^{2}}
sulla curva di sesto grado avente equazione:
{\displaystyle (4a^{2}-(x^{2}+y^{2}))^{3}=27a^{2}(x^{2}+y^{2})y^{2}} (si veda la figura).